# アーネスト・オースティン
アーネスト・オースティン（Ernest Austin, 1874年12月31日 - 1947年7月24日）はイギリスの作曲家。バリトン歌手で作曲家のフレデリック・オースティンは弟である。

## 略歴
実業界で身を立てた後、1907年より作曲に着手。作曲は独学であった。
今日では殆ど忘れられており、浩瀚な『ニューグローヴ世界音楽大事典』においてすら見出し項目が存在しないが、生前は多少の成功をおさめ、ヘンリー・ウッドのプロムナードコンサートでも取り上げられた。歌曲の多作家であり、気分の変化の激しいものから、真面目なシェイクスピア歌曲、感傷的なもしくは粗野な性格のバラードまでを手懸けた。また、当時の習慣に則って、他人の作品をピアノ曲に編曲することも行なっている。
最も有名な作品は、おそらく《天路歴程》であろう。これはジョン・バニヤンの作品を原作とした、パイプオルガンのための12楽章からなる音詩である。演奏に3時間弱を要する。
音楽の場面ごとに何が起こっているかを説明する台本があり、これは語り手が読み上げてよい。さらに12の楽章には任意のパートが含まれている。すなわち、混声合唱（第1ソプラノ、第2ソプラノ、アルト、第1テノール、第2テノール、バス）やベル、ヴァイオリン独奏のことである。蘇演は1988年11月にコーンヒルの聖マイケル聖堂においてオルガン奏者のケヴィン・ボウヤーによって実現された。ボウヤーはその後も機会あるごとに《天路歴程》の演奏を続けている。

## 註
1. ↑  http://www.grovemusic.com/ （2007年10月6日現在）
2. ↑  Kevin Bowyer: 20th Century European Organ Music: A Toast, in The Incorporated Association of Organists Millennium Book, ed. P. Hale, ISBN 0-9538-7110-X
3. ↑  Kevin Bowyer's performance of 'The Pilgrim's Progress' in Glasgow, 16 June 2007
4. ↑  Glasgow International Organ Festival: he performed the complete Pilgrim's Progress at the 2007 festival

## 主要作品一覧

### 管弦楽曲
- 交響曲（Symphony）
- 管弦楽組曲《》（Stella Mary Dances）作品58 (1918年、プロムス上演）
- 弦楽合奏のための《「ロバの身代わり」による変奏曲》（Variations on The Vicar of Bray）作品35 （1910年、プロムス上演）
- フルート、クラリネット、コルネットおよび弦楽合奏のための《甘い夜》（Sweet Night）

### 室内楽曲
- ピアノ三重奏曲（5曲、一部は伝統的な旋律に基づく）（1914年以前）
- フルート、フレンチホルン、ピアノのための《野原や森で》（In Field and Forest）
- ヴァイオリン・ソナタ「抒情的」 （Lyric Sonata, for violin and piano）

### オルガン曲
- 4声の音詩《天路歴程》（The Pilgrim's Progress）作品41（混声6部合唱、ベル、ヴァイオリン独奏と語り手のための）; 12-movement narrative tone poem in 4 parts, with optional choir (SSATTB), bells, solo violin and narrator （1912年-1920年）

### ピアノ曲
- 組曲《6つの夢の主題》（6 Dream Themes）》《4つのイングランドの牧歌（4 English Pastorals）》《音楽に（To Music）》《青空の下（Under Blue Skies）》《音の詩（Tone Stanzas）》 (1908年-1924年)
- 前奏曲集 作品56（全2巻）
- ギンリョウソウモドキの踊り（Indian Pipe Dance） (1921年)
- イングランド民謡による子どものための14のソナチネ （14 Sonatinas for children, on English folk-songs）
- 若人の目線を通して（Through the Eyes of Youth）
- ピアノ・ソナタ Sonatas （複数）
- 歌曲の編曲、エルガーの《愛のことば（Mot d'Amour）》の編曲（1926年）

### 歌曲
- 連作歌曲集《街道の歌（Songs from the Highway）》《歌の束（A Sheaf of Songs）》
- 単独の歌曲（多数）
- 編曲：《思い（Thoughts）ブラームスの《ワルツ第15番》（作品39より）に歌詞付けして声楽曲に仕立てたもの

### 合唱曲・その他の声楽曲
- 管弦楽伴奏つき合唱曲《アポロ讃歌（Hymn of Apollo）》《古代ギリシャの骨壷を称えて（Ode to a Grecian Urn）》
- 女声合唱曲《夢の実現者》（The Dream Maker）
- 男声合唱曲《山脈の家（カウボーイの歌）》（Home on the Range (cowboy song)）
- 童謡（斉唱）

### 著作
- 楽譜出版の歴史ものがたり（The Story of the Art of Music Printing （1913年）
- 音楽のおとぎの国（別名「音楽つきのお伽噺」）The Fairyland of Music, described as 'a fairy tale with music' （1922年）